# Ocean City Residential Historic District
Der Ocean City Residential Historic District ist ein Stadtbezirk bauhistorischer Bedeutung in Ocean City, New Jersey und als Historic District im National Register of Historic Places gelistet.
Ocean City Residential liegt ungefähr zwischen 3rd und 8th Street sowie Central und Ocean Avenue und ist 44,6 Acre groß. Der Historic District besteht aus 155 Contributing Properties, die unterschiedliche Baustile aufweisen, darunter Second Empire, Queen Anne Style, Colonial-Revival-Architektur, Historismus und American Arts and Crafts Movement. Die bauliche Erschließung des Ocean City Residential Historic District begann im Jahr 1879 und war am Ende der 1920er Jahre abgeschlossen. Ocean City Residential wurde am 20. März 2003 als Historic District in das National Register of Historic Places aufgenommen.